# Девід Єллделл
Девід Єллделл (англ. David Yelldell, нар. 1 жовтня 1981, Штутгарт) — колишній американський і німецький футболіст, воротар. Насамперед відомий виступами за «Штутгартер Кікерс», а також національну збірну США.

## Клубна кар'єра
Народився у сім'ї афроамериканця і німкені в західнонімецькому місті Штутгарт. У дорослому футболі дебютував 2002 року виступами за резервну команду клубу «Штутгартер Кікерс», в якій відіграв один сезони, взявши участь у 24 матчах Оберліги.
Своєю грою за цю команду привернув увагу представників тренерського штабу клубу «Блекберн Роверз», до складу якого приєднався в липні 2003 року. Девід провів у команді з Блекберна наступні два сезони своєї ігрової кар'єри, проте не зіграв жодної офіційної гри за першу команду, натомість здавався в оренд в клуб Чемпіоншипу «Брайтон енд Гоув», де провів 3 гри.
Надалі Єллделл повернувся до Німеччини і з 2005 по 2011 рік грав у складі нижчолігових клубів «Штутгартер Кікерс», «Кобленц» та «Дуйсбург».
Влітку 2011 року Єллделл приєднався до вищолігового клубу «Баєр 04», де став резервним голкіпером леверкузенської команди. Дебютував за новий клуб 30 липня 2011 року в матчі Кубка Німеччини проти нижчолігового «Динамо» (Дрезден), який його команда сенсаційно програла 3:4 і вилетіла з турніру. Надалі будучи дублером Бернда Лено Єллделл за першу команду в офіційних іграх не виступав. У Бундеслізі Девід провів всього один матч — 14 травня 2016 року, в останньому турі чемпіонату проти «Інгольштадта 04» (3:2), коли тренер команди Роджер Шмідт вирішив дозволити дебютувати двом запасним голкіперам команди, які покидали клуб. В результаті в основі матчу вийшов Даріо Крешич, а на 47 хвилині його замінив Давід Єллделл, пропустивши на 69 хвилині гол з пенальті.
У 2016–2017 роках Єллделл виступав за «Зонненгоф Гросашпах» у Третій лізі Німеччини, після чого завершив ігрову кар'єру, ставши тренером воротарів.

## Виступи за збірну
Окрім збірної Німеччини, Єллделл через свого батька мав право виступати у складі національної збірної США. Девід отримав запрошення від цієї збірної у березні 2011 року. І вже 29 березня провів свій перший і єдиний матч за збірну. Це був товариський матч проти Парагваю, тоді Давид на початку другого тайму замінив Маркуса Ганемана. Єллделл голів не пропускав, але його команда програла 0:1.